# Nieuwe Germaanse Geneeskunde
De Germaanse Nieuwe Geneeskunde (GNM, naar het Duits: Germanische Neue Medizin, kortweg Germaanse Geneeskunde) is een alternatieve geneeswijze, die in 1981 werd ontworpen door de geschorste Duitse internist Ryke Geerd Hamer (1935-2017). Deze beweerde onder meer kanker te kunnen genezen en ontraadde patiënten reguliere en bewezen medische behandelingen te ondergaan. Hamer is door de Duitse, Oostenrijkse, Franse en Spaanse justitie schuldig bevonden aan fraude, ongeoorloofde uitoefening van de geneeskunde en meerdere gevallen van dood door schuld. Hij werd daarvoor enkele malen bestraft. 
De aanhangers van de Germaanse Geneeskunde keren zich sterk tegen de reguliere geneeskunde, met name tegen chemotherapie, en bevelen doorgaans alternatieve therapieën aan onder het trefwoord "zelfgenezing". De denkbeelden van Hamer worden daarbij  vermengd met die van andere stromingen die een beroep doen op het zelfgenezend vermogen van het lichaam. Het afzien van reguliere behandeling leidt daarbij in veel gevallen tot onnodige sterfgevallen die vanuit de blik van de reguliere geneeskunde vermeden hadden kunnen worden. 
In publicaties wordt de Germaanse Geneeskunde vaak met een sekte vergeleken. Politicologen wijzen op de nauwe banden met extreemrechts. Tijdens zijn leven toonde Hamer zich een aanhanger van antidemocratische, antisemitische en völkisch-nationalistische complottheorieën. Onder invloed van de protesten tegen coronamaatregelen en vaccinatiescepsis kan de Germaanse Geneeskunde sinds 2020 op een groeiende populariteit rekenen. Voor een Nederlandstalig online symposium in 2022 meldden zich enkele duizenden deelnemers aan. De Duitse Facebook-pagina's hebben ruim 10.000 volgers (2024), andere kanalen minstens evenveel.

## Hamers Nieuwe Geneeskunde
Hamer noemde zijn ziekteleer aanvankelijk Nieuwe Geneeskunde, maar koos in 2004 voor de benaming Germaanse Nieuwe Geneeskunde om zich van andere natuurgenezers met verwante opvattingen te onderscheiden. De door hem gepropageerde natuurlijke geneeswijze zou al door de oude Germanen en hun Atlantische voorouders zijn ontdekt.
Volgens Hamers leer is kanker het gevolg van een traumatische gebeurtenis. Genezing is alleen mogelijk door het traumatische conflict op natuurlijke wijze op te lossen. De Germaanse Geneeskunde wordt vooral bekritiseerd omdat zij een vorm van victim blaming lijkt voor te staan, waarbij beweerd wordt dat ziekten als kanker het gevolg zouden zijn van falende verwerking van traumatische ervaringen. Deze visie suggereert dat patiënten uitsluitend zelf verantwoordelijk zijn voor hun ziekte en genezing. Dit kan leiden tot schuldgevoelens en zelfverwijt bij patiënten. Deze hebben op hun beurt negatieve gevolgen voor de emotionele, psychische en fysieke gezondheid, omdat ze de werkelijke en vaak complexe oorzaken van ziekten negeren en patiënten de schuld geven van hun aandoening. Aan patiënten wordt door de Germaanse Geneeskunde afgeraden een beroep te doen op reguliere geneeswijzen, omdat die het vermeende helingsproces negatief zouden beïnvloeden. Bestaande klachten en symptomen worden hierdoor genegeerd, waardoor behandeling vaak te laat komt. Voor de stelling dat kanker veroorzaakt kan zijn door psychisch trauma bestaat geen wetenschappelijke onderbouwing.
De behandelmethode van Hamer geldt als onzinnig en onwerkzaam en wordt vanwege het afraden van reguliere behandelingen als levensgevaarlijk gezien. In zijn behandelcentra golden gemeenschappelijk liedjes zingen en eten als een belangrijk onderdeel van de therapie. Als het stervensproces naderde, zond Hamer zijn patiënten weg. In 1986 werd het Hamer verboden zijn artsenpraktijk voort te zetten, waarna hij naar Oostenrijk uitweek. Volgens hem zat er een Joods complot achter zijn veroordeling; hij betoogde meermalen dat de reguliere medische wetenschap ("die  Schulmedizin") een Joodse samenzwering was om niet-Joden te doden, waarvoor onder andere chemotherapie, AIDS en microchips zouden worden ingezet. Dat zijn wetenschappelijke habilitatieschrift De ijzeren wet van de kanker in 1981 door de Eberhard-Karls-Universiteit te Tübingen  werd afgewezen, weet Hamer eveneens aan Joodse tegenwerking. In 1997 had hij behandelcentra in Duitsland, Oostenrijk, Italië, België en Nederland. 
Vanaf 1995 werd Hamer vervolgd door de Duitse, Oostenrijkse en Franse justitie. Hij week na het uitzitten van een gevangenisstraf van een jaar uit naar Spanje, vanwaar hij in 2005 werd uitgeleverd aan Frankrijk, waar hij nog eens anderhalf jaar gevangen zat. Hij keerde terug naar Spanje, waar eveneens in staat van beschuldiging werd gesteld en vluchtte daarna naar Noorwegen, waar hij in 2017 stierf.

## Aanhangers
Tot de propagandisten van de Germaanse Geneeskunde behoren onder andere de Oostenrijkse masseur en oud-windsurfer Björn Eybl en de Amerikaanse natuurgenezer Andreas Moritz (1954-2012), die in 2009 het boek Kanker is geen ziekte … maar een overlevingsmechanisme publiceerde.  
Eybl schreef in 2010 het boek Zielsoorzaken van ziekte, dat meerdere talen en vele oplagen werd uitgegeven. Hij raakte in conflict met Hamer, die hem van plagiaat beschuldigde, en met diens vertrouweling, de Oostenrijkse computerprogrammeur Helmut Pilhar (1965-2022). 
Pilhar en zijn vrouw raakten in 1995 in het opspraak, nadat zij hun zes jaar oude dochter Olivia, die dreigde te sterven aan een tumor, onttrokken aan een reguliere behandeling. Door tussenkomst van de Oostenrijkse bondspresident Thomas Klesti werd het meisje alsnog naar Oostenrijk gebracht, waar ze na behandeling volledig herstelde. De ouders kregen een voorwaardelijke gevangenisstraf opgelegd. Over deze kwestie maakte regisseur Wolfgang Mühlbauer in 1996 het docudrama Olivia - Ein Schicksal bewegt die Welt, dat in Nederland door de VPRO werd uitgezonden.
Belangrijke propagandisten voor de Germaanse Geneeskunde in Nederland en België zijn Casper Rutten en Tonia Nijenhuis, die eerder in het nieuws kwamen door het verspreiden van complottheorieën over een vermeende pedo-elite die via een volkstribunaal berecht zou moeten worden. Ook propageren zij de beweging van soevereine burgers, die de nationale overheid niet erkent en gelooft dat de overheid geboortetrusts gebruikt om zij burgers te beheersen. Beiden zijn uitgeweken naar de Belgische provincie Luik. Ook de Drentse natuurgeneeskundige Mies Kloos behoort tot de aanhangers.
Enkele van Hamers vroegste aanhangers, waaronder de hypnotherapeut Johannes R. Fisslinger en de Duitse arts Anton Bader, richtten in 2004 de organisatie International META-Medicine Association (IMMA) op; zij noemden deze nieuwe richting metageneeskunde. Hamer nam afstand van hen en meende dat men zijn concept had gestolen. Op hun beurt bouwde deze stroming, die vooral in Noorwegen en Denemarken navolgers vindt, Hamers basisideeën verder uit en verbond die met andere alternatieve benaderingen. Een autoriteit binnen deze beweging is de Duitse arts Lothar Hirneise, die zich verzet tegen de behandeling van borstkanker middels chemotherapie.

## België
In België werd de Germaanse Geneeskunde tot 2013 onderwezen in De Levensschool – Academie voor integrale gezondheidszorg, een instituut voor bijscholing dat ook voorziet in een aantal alternatieve opleidingen. In het kader van het betaald educatief verlof verstrekt de VDAB opleidingscheques aan laag- en middengeschoolde werknemers voor de cursus gezondheidsconsulent. In 2013 stelde Minister van Volksgezondheid Laurette Onkelinx een actieplan om dergelijke "sektarische praktijken  in de gezondheidszorg" te verbieden. Sindsdien wordt de Germaanse Geneeskunde niet meer als zodanig onderwezen, maar volgens critici zouden de kerngedachte zijn verwerkt in het vak psychoneurosomatiek, waar verwezen werd naar het boek van Björn Eybl, Zielsoorzaken van ziekte. In Vlaanderen wordt de Germaanse Geneeskunde vooral gepropageerd door de omstreden natuurgenezer Daniel Derweduwen.

## Ziekteleer
Volgens Hamer verloopt iedere ziekte conform vijf "wetten", die hij de Vijf Biologische Natuurwetten noemt. Hij claimde dat deze "wetten" zijn bevestigd door de Universeit van Trnava in Slovakije. Schriftelijke bewijzen daarvoor ontbreken; de universiteit heeft geen volwaardige medische faculteit en verwierp in 1997 Hamers habilitatieschrift. 
De door Hamer bedachte wetten zijn:
1. De IJzeren wet van Kanker. Er zouden drie criteria voor het ontstaan en verloop van een ziekteproces zij
  1. Ieder ziekteproces (door Hamer SBS genoemd, naar het Duits Sinvolles Biologisches Sonderprogramm) ontstaat vanuit een hevig, dramatisch en isolatief ervaren shock (hetgeen Hamer DHS noemt, naar Dirk Hamer Syndroom). Deze shock slaat in op psychisch niveau, in de hersenen, en in een specifiek gerelateerd orgaan.
  2. De aard van het conflict dat de shock veroorzaakt, bepaalt waar in de hersenen en in welk orgaan deze inslag plaatsvindt.
  3. Het ziekteproces zou alle drie niveaus synchroon verlopen.
2. Een ziekteproces verloopt in twee fasen. De eerste fase omvat de periode tussen het DHS en de oplossing/verwerking van de shock. De tweede fase is de genezing die hierop volgt.
3. Er zou een relatie bestaan tussen de inslag in de hersengebieden en organen, door categorisering vanuit het ontogenetische systeem uit de embryologie.
4. Bij de verschillende categorieën en fasen van ziekteprocessen zouden verschillende microben (zoals bacteriën) het verloop van de ziekte bepalen.
5. Iedere ziekte heeft  volgens Hamer zin en betekenis. De ziekte wordt gezien als een entiteit die probeert een ingeslagen probleem/conflict biologisch op te lossen.

## Medische relevantie
De Zwitserse Kankerliga van de Zwitserse Vereniging voor Oncologie, de Zwitserse Vereniging voor Medische Oncologie en het Zwitserse Instituut voor Toegepast Kankeronderzoek zeggen dat geen enkel geval van genezing van kanker door Hamer in de medische literatuur is gepubliceerd, evenmin als studies in gespecialiseerde tijdschriften. Verslagen in zijn boeken "missen de aanvullende gegevens die essentieel zijn voor een medische beoordeling" en de presentaties van zijn onderzoeken op medische congressen "zijn wetenschappelijk niet overtuigend".
Bovendien beschouwen verschillende kankerliga's, waaronder de Belgische Stichting tegen Kanker de therapie als "levensgevaarlijk".

## Sterftecijfers
Er zijn geen cijfers bekend van het aantal kankerpatiënten dat zegt door de vermeende therapie van Hamer te zijn genezen. Ook zijn er geen precieze cijfers van het aantal sterfgevallen dat is veroorzaakt door het afzien van medische behandeling op advies van aanhangers van Hamer. De beschikbare publicaties suggereren dat het in het laatste geval om aanzienlijke aantallen moet gaan. De Oostenrijkse en Duitse justitie onderzochten in de jaren tot 1995 80 verdachte sterfgevallen. Journaliste Krista Federspiel schatte het aantal dodelijke slachtoffers van Hamers behandeling in 2015 op minstens 500, nog afgezien van de vele duizenden die onder invloed van zijn adviezen geen behandeling hebben gezocht.